# Bernhard II. Colonia
Bernhard II. Colonia (* 1713 in Koblenz; † 20. August 1770 in  Rheinbrohl-Arienheller) war der 43. Abt der Abtei Marienstatt.

## Leben und Wirken
Bernhard Colonia wuchs in Koblenz auf und trat 1734 in das Zisterzienserkloster Marienstatt ein. Zum Subdiakon wurde er am 24. September 1735 geweiht, drei Jahre später (am 20. September 1738) empfing er die Weihe zum Diakon, und am 19. September 1739 wurde er zum Priester geweiht. Er fungierte in der Folge als Vizekurat in der Westerwälder Pfarrei Höhn. Nachdem Abt Petrus Emons abtrat, wurde Colonia am 12. März 1751 zum Abt von Marienstatt gewählt. Gilbert Wellstein datiert die Wahl auf den 10. März. Vorsitzender der Abtswahl war Abt Augustin Mengelberg vom Kloster Heisterbach, dem Mutterkloster Marienstatts. Die Abtsbenediktion fand am 23. Mai 1751 durch den Kölner Weihbischof Franz Kaspar von Franken-Siersdorf statt.
1754 erhielt der Abt für drei Jahre die Erlaubnis, verbotene Bücher zu lesen, und die Vollmacht, sieben Altarsteine zu benedizieren, zwei für seine eigene Klosterkirche und fünf für Kirchen der Umgebung. Er führte die Bauarbeiten an der Abtei zu Ende und ließ das barocke schmiedeeiserne Geländer mit seinem Wappen an der Treppe zum Dormitorium  anbringen.
1765 nahm er als Definitor am Generalkapitel des Zisterzienserordens teil. Auf der Rückreise zog er sich eine Krankheit zu, von der er sich nie wieder vollständig erholte. Aus gesundheitlichen Gründen resignierte Bernhard Colonia am 12. Juli 1770 (Wellstein: 9. Juli) in Metternich und bat um die Wahl eines Koadjutors, zu dem zwei Tage danach der Cellerar Edmund Leser gewählt wurde, der nach Abt Bernhards Tod sein Nachfolger als Abt von Marienstatt wurde. Colonia wurde im Zisterzienserinnenkloster Sankt Katharinen bei Linz beigesetzt. Vor dem Hochaltar dort befindet sich noch heute seine Grabplatte.